# Ponza

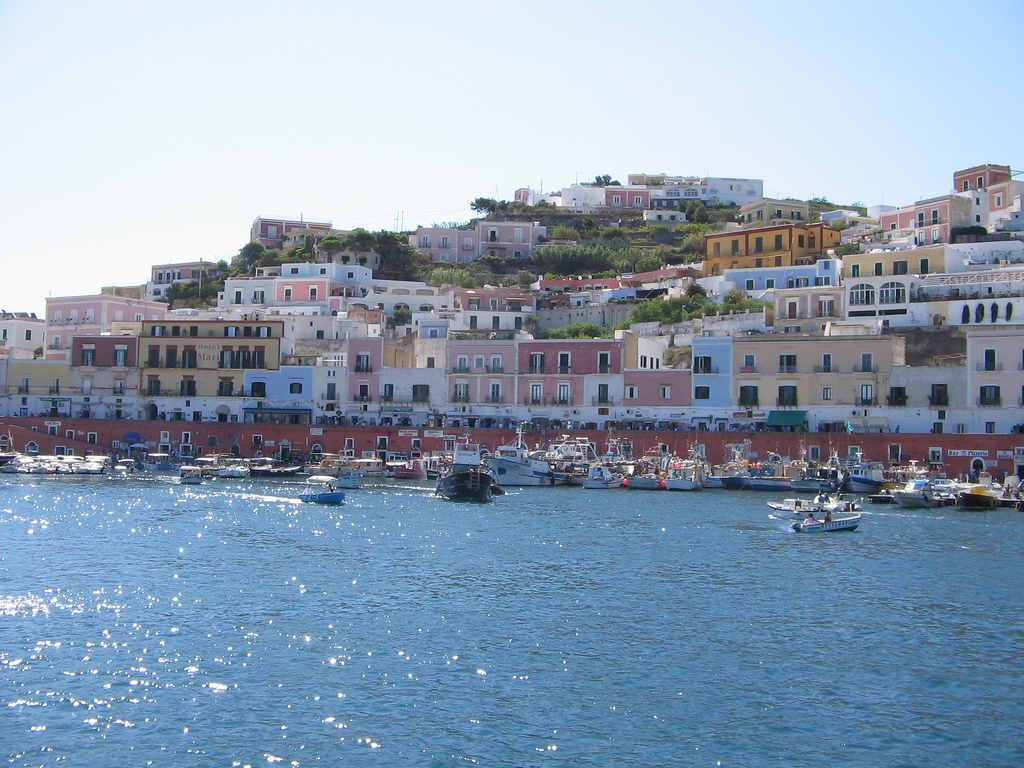
Il porto

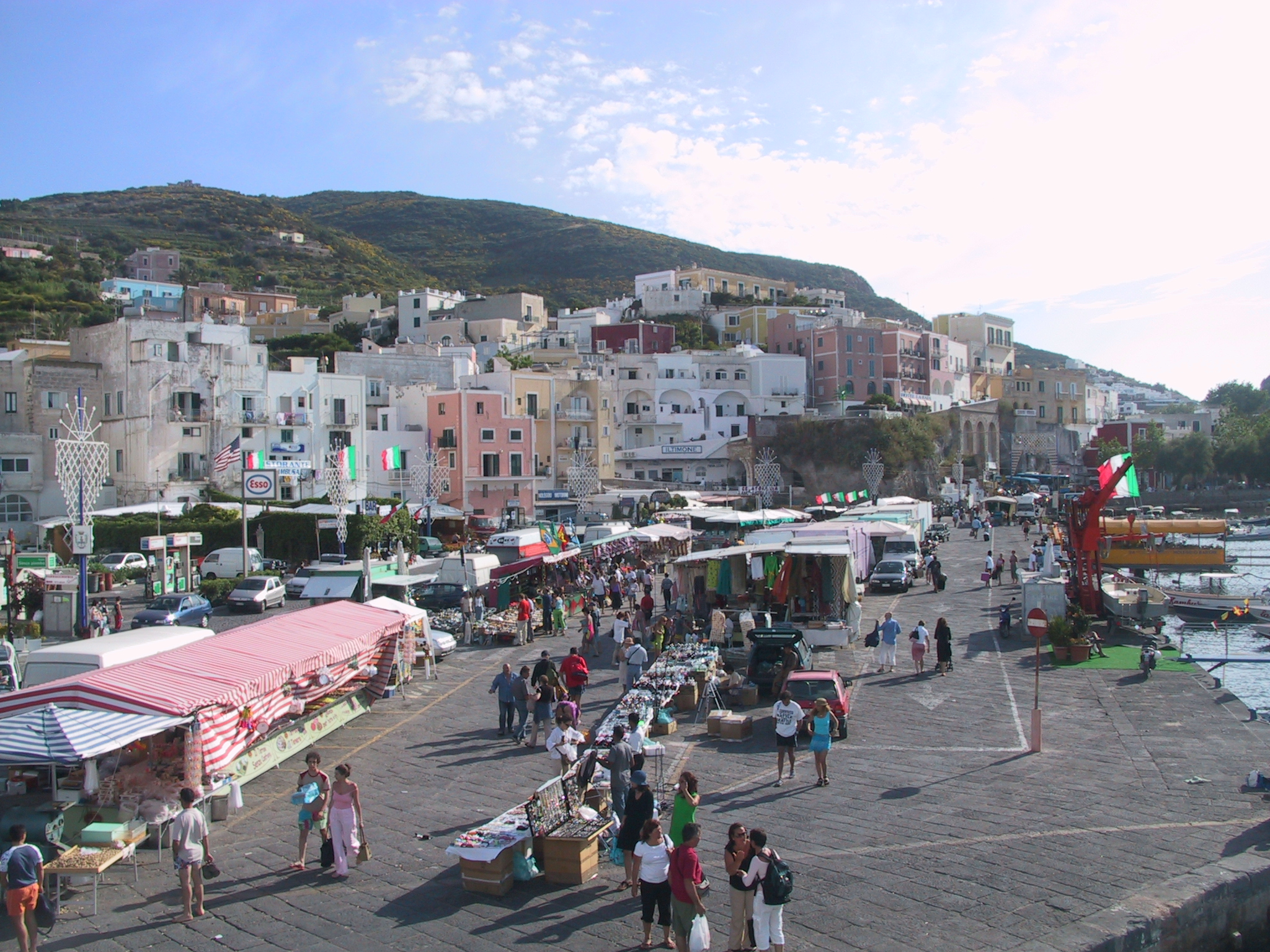
Il porto

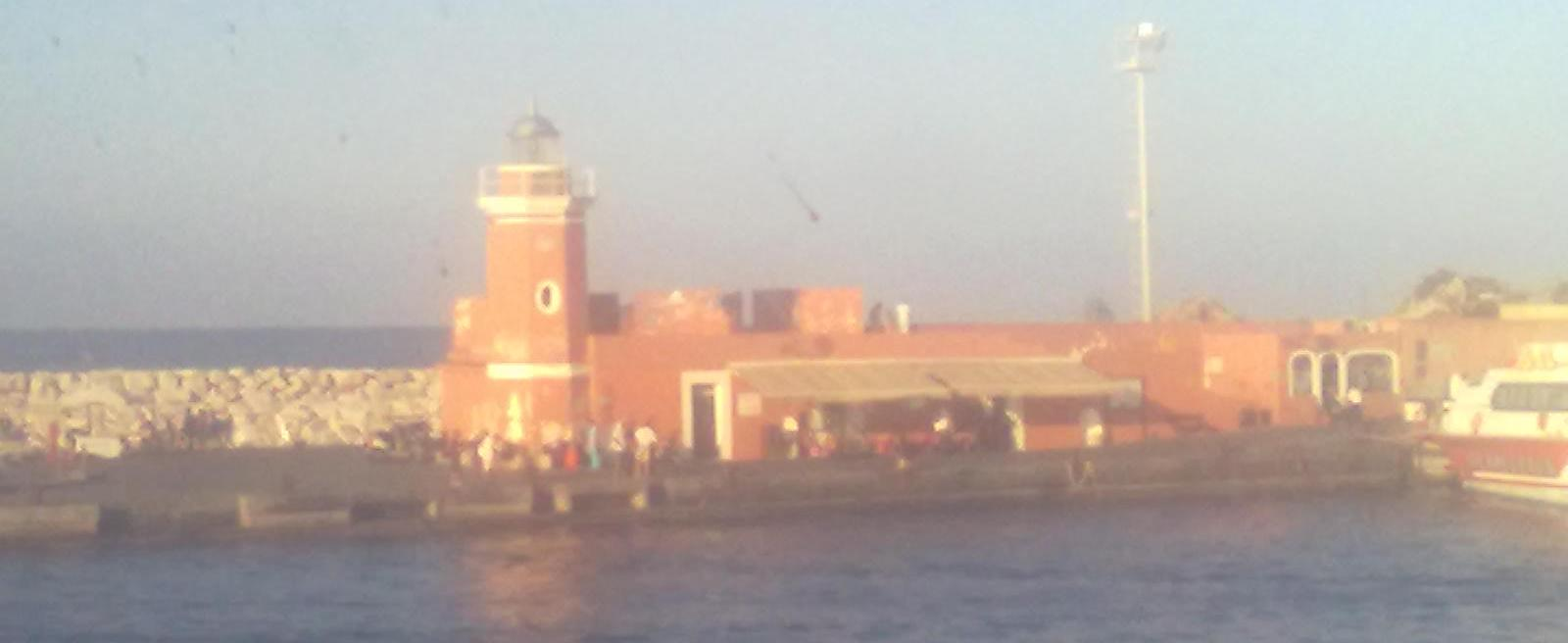
Il faro

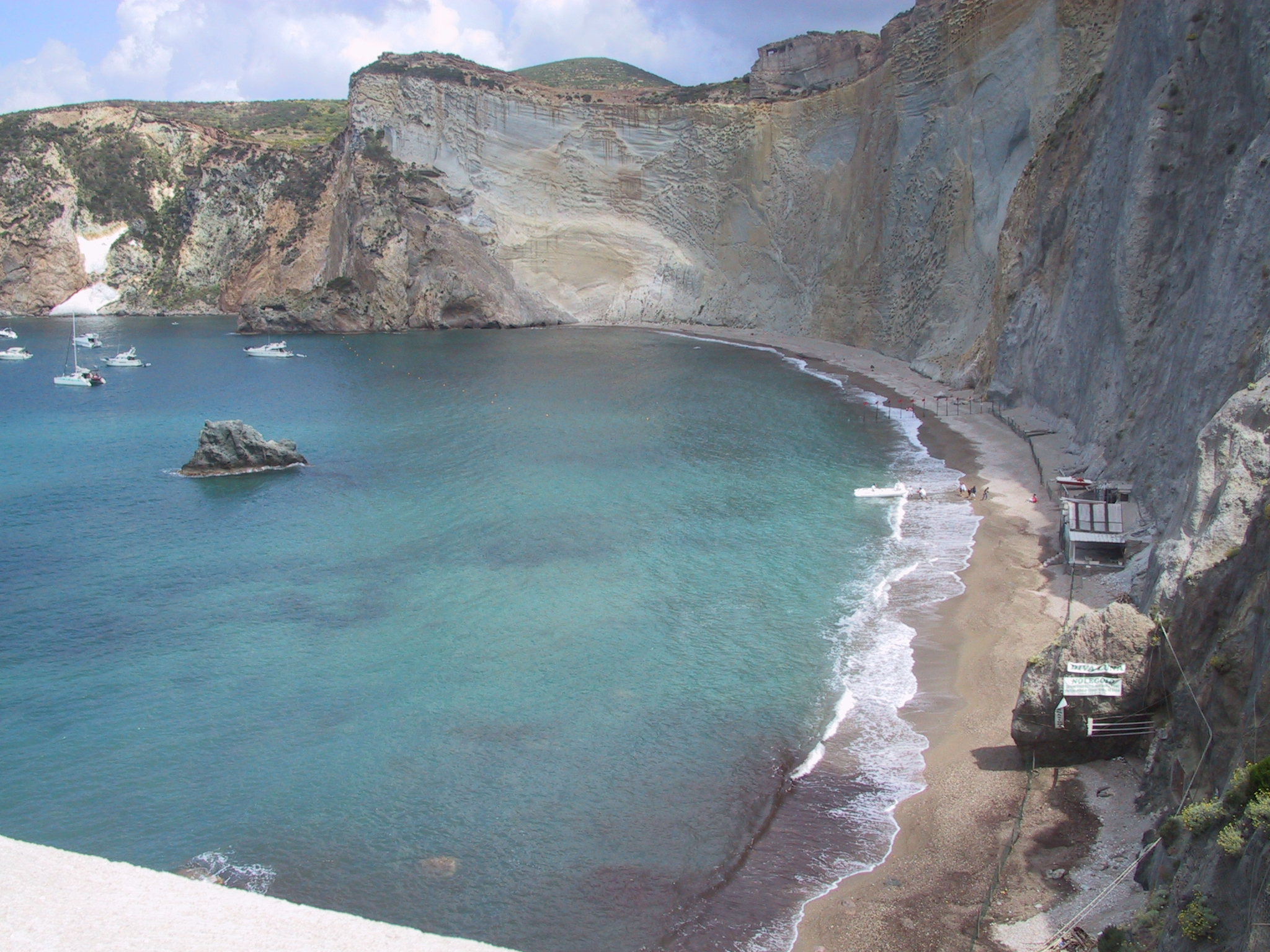
Chiaia di Luna

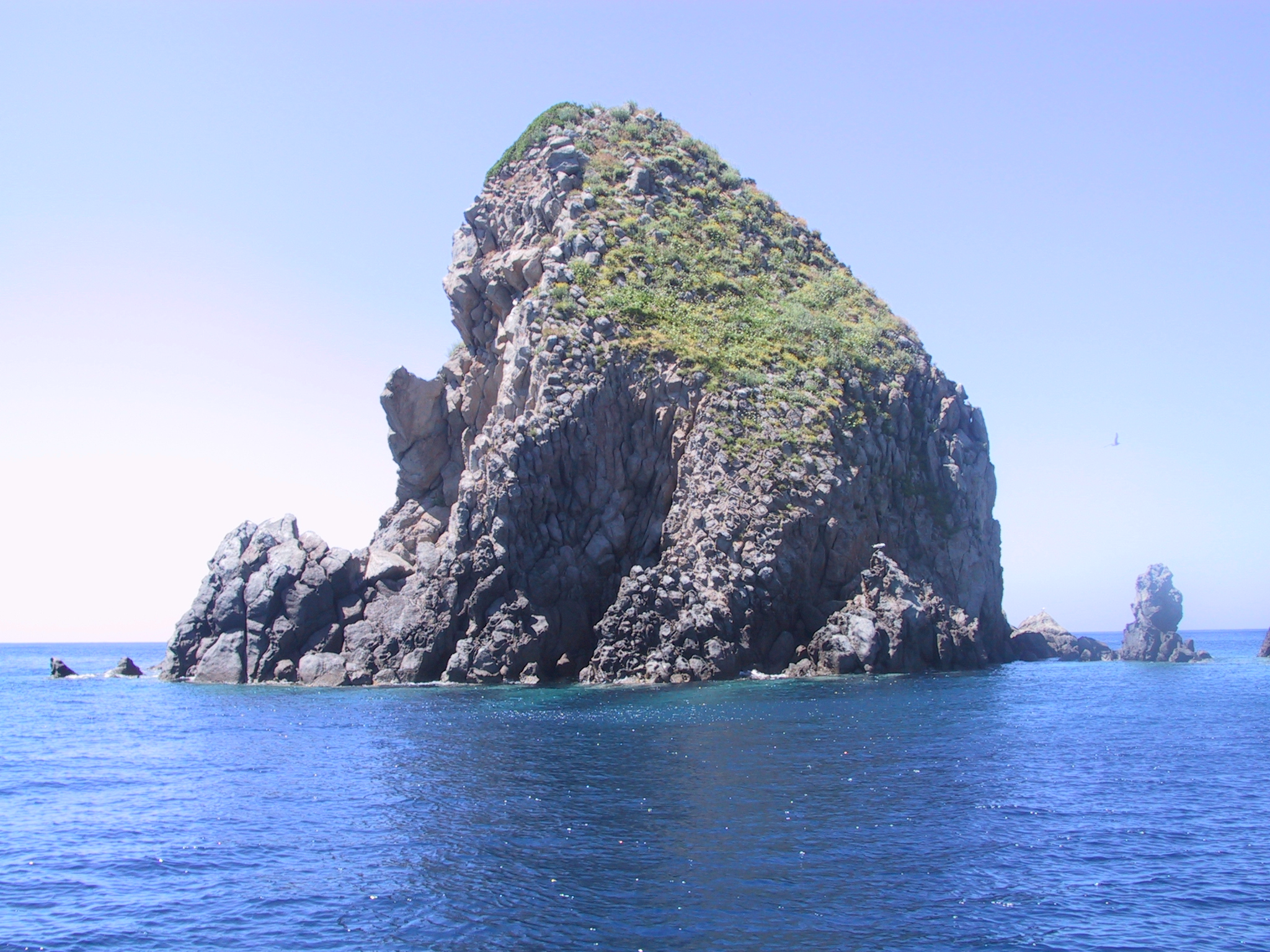
alzone Muto

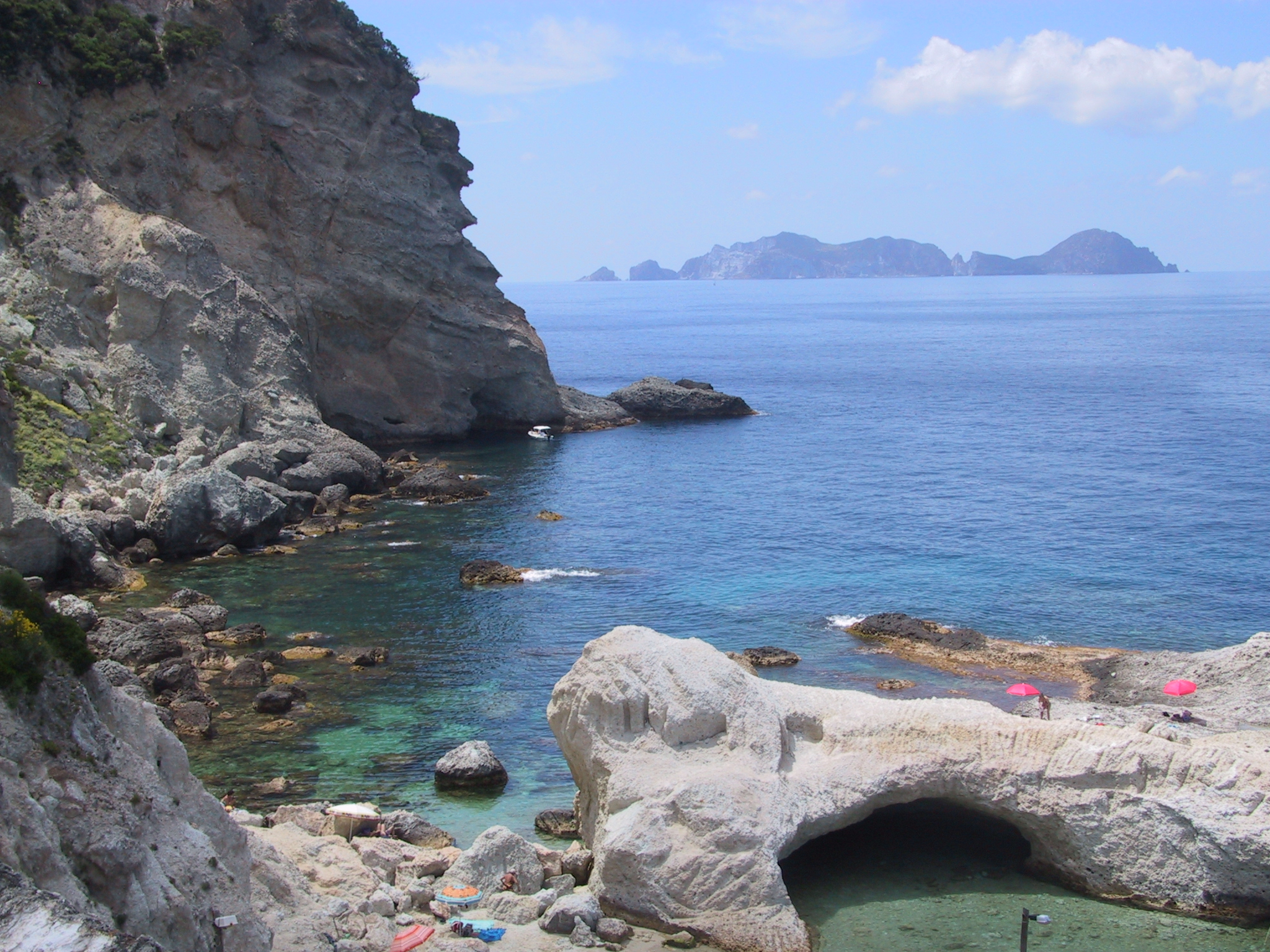
Cala Fonte

Ponza è un comune italiano di 3 306 abitanti della provincia di Latina nel Lazio.

## Geografia fisica

### Territorio
Si estende sull'isola omonima e sulle vicine isole minori di Palmarola, Gavi e Zannone, appartenenti all'arcipelago delle isole Ponziane, nel Mar Tirreno. Fa parte dell'arcidiocesi di Gaeta. 
L'isola principale, quasi completamente collinare, raggiunge la massima altezza di 280 m nella sua estremità meridionale. La costa, molto frastagliata, presenta diverse spiagge e calette.

### Clima
Classificazione climatica: zona C, 1092 GR/G

## Storia
Si ritiene che i primi abitanti siano stati gli Ausoni, nel 1500 a.C.
Tutto l'arcipelago, e in particolare Ponza, a quel tempo verdeggiante di una rigogliosa macchia mediterranea, divenne in seguito dominio romano. Le isole furono poi teatro di non poche occupazioni e spesso adibite a vero e proprio luogo di segregazione. Sull'isola furono esiliate Agrippina minore e la sorella Livilla, dopo aver tentato una congiura contro l'imperatore romano Caligola. Flavia Domitilla, parente di Domiziano, ebbe la stessa sorte, a seguito di una persecuzione contro i cristiani.
Rimasta disabitata a causa delle incursioni saracene e turche, verrà ripopolata a partire dal 1700 con coloni di origine ischitana prima, e più in generale campana poi. Durante il fascismo divenne luogo di confino dove il regime relegò non pochi uomini politici avversi alla dittatura. Tra costoro, si ricordano:
- Giorgio Amendola, comunista
- Vincenzo Baldazzi, repubblicano
- Amadeo Bordiga, comunista
- Igino Borin, comunista
- Lelio Basso, socialista
- Giovanni Battista Canepa, comunista
- Giovanni Domaschi, anarchico
- Francesco Fancello, Giustizia e Libertà
- Giovanni Ferro, Giustizia e Libertà
- Andrea Finocchiaro Aprile, separatista siciliano
- Leopoldo Gasparini, comunista
- Giobbe Giopp, repubblicano
- Guido Gualandi, comunista
- Pietro Grifone, comunista
- Mario Mammucari, comunista
- Pietro Nenni, socialista
- Sandro Pertini, socialista
- Giuseppe Romita, socialista
- Camilla Ravera, comunista
- Giovanni Roveda, comunista
- Mauro Scoccimarro, comunista
- Pietro Secchia, comunista
- Altiero Spinelli, federalista europeo
- Umberto Terracini, comunista
- Otello Terzani, comunista
- Nello Traquandi, repubblicano

Tra il 27 luglio e il 7 agosto 1943 vi fu condotto, in stato di detenzione, Benito Mussolini che al suo arrivo incrociò sul porto la nave di alcuni confinati appena dimessi, tra cui Pietro Nenni.
Il 29 luglio 1943 venne affondato il traghetto Santa Lucia, che causò la morte di settanta persone.

## Monumenti e luoghi d'interesse

### Architetture religiose
- Chiesa parrocchiale dei Santi Silverio e Domitilla, dedicata a San Silverio (patrono dell'isola) e Santa Domitilla, talvolta chiamata chiesa della Santissima Trinità in quanto nell'abside è presente un mosaico rappresentante appunto la Trinità.
- Chiesa di San Giuseppe, nella località di Santa Maria.
- Chiesa parrocchiale della Madonna Assunta a Le Forna.
- Santuario della Madonna della Civita in località Scotti di Sopra.

### Architetture civili
- Palazzo Tagliamonte, uno degli edifici più antichi di Ponza, fu edificato su commissione dell'omonima famiglia nel 1750.
- Faro di Punta della Guardia, localizzato sull'omonimo faraglione.

### Architetture militari
- Torre Borbonica.

### Siti archeologici
Nel comune di Ponza, nell'isola eponima, si possono annoverare i seguenti siti archeologici:
- Galleria per Chiaia di Luna: di età augustea, è interamente scavato nel tufo. Collega Ponza Porto alla spiaggia di Chiaia di Luna.
- Villa romana: una villa di età repubblicana sita presso il promontorio di Punta della Madonna, ma utilizzata anche in età imperiale. Ne restano scarni resti per ricostruirne l'originario aspetto.
- Villa romana: sita in località Sant'Antonio, è in opus reticolatum, suddiviso in varie strutture poste a differenti altezze risalenti all'età imperiale.
- Villa romana: sita in località Santa Maria, scoperta nel 1926 durante lavori di manutenzione stradale, consta di alcuni pavimenti a mosaico e di alcuni muri dipinti..
- Cisterne romane e acquedotto romano: le cisterne potevano contenere circa 10000 m³ ed erano site a Punta della Madonna, a Dragona e nelle grotte di Pilato e del Serpente; delle gallerie drenanti confluivano le acque in un unico condotto. L'acquedotto, che si sviluppa nella sezione nord dell'isola, serviva il porto e le ville marittime. Attualmente ne rimangono solo alcuni resti.
- Necropoli romane si suddividono in due: I Guarini e Bagno Vecchio, quest'ultima sita nella località omonima. Entrambe le necropoli sono composte di tombe ipogee, atte a inumazione e incinerazione. Dei crolli presso Chiaia di Luna hanno eroso parte della necropoli de I Guarini.
- Mitreo, sito nel centro storico dell'abitato di Ponza, sotto un edificio moderno, consta di nicchia con podio e di volta con pannello con i segni zodiacali e risale al III e al IV secolo d.C.

### Aree naturali
- Chiaia di Luna. Meta molto popolare tra i visitatori, è una piccola spiaggia esposta ad occidente e protetta dai venti da una parete di tufo bianco molto alta. La baia è accessibile solo via mare o tramite un tunnel di epoca romana. Attualmente la spiaggia è interdetta sia via terra sia via mare, a seguito del decesso di una giovane bagnante, avvenuto nell'estate del 2001[7]. Anticamente vi era ubicato un porto greco; ancora oggi nei fondali limitrofi non è infrequente rinvenire resti di antiche costruzioni o frammenti di anfore.
- Spiaggia di Frontone; è attualmente l'unica facilmente raggiungibile dal porto grazie a un collegamento garantito da noleggiatori presso la Banchina Nuova.
- Spiaggia di Lucia Rosa, facilmente raggiungibile con vari taxi che partono dalle Piscine Naturali, luogo dove è possibile fare il bagno.
- Spiaggia di Cala Feola. Unica spiaggia di sabbia dell'isola raggiungibile via terra percorrendo una scalinata di circa 265 gradini.
- Cala Fonte, suggestiva insenatura naturale, dove l'acqua è particolarmente pulita e si possono ammirare i pescatori che si attrezzano nello stile tradizionale. Un crollo nel dicembre 2017 ha reso la spiaggia inagibile.
- Spiaggia delle Felci, una delle più rinomate di tutto l'arcipelago Pontino, dove l'acqua è limpidissima e i pesci non sono spaventati dalle barche, raggiungibile via mare prendendo un taxi barca da Cala Fonte.
- Grotte di Pilato, un complesso di caverne di epoca romana, scavate a livello del mare.

## Società

### Evoluzione demografica
Abitanti censiti

### Etnie e minoranze straniere
Al 31 dicembre 2015 a Ponza risultavano residenti 262 cittadini stranieri (7,85%), le nazionalità più rappresentate sono:
- Romania: 192 (57,5%)

Come molte zone d'Italia, anche l'isola ha visto notevoli flussi migratori verso altre regioni italiane. Oltre a quelle dirette a Nord, va segnalata la costa sarda, in cui i pescatori ponzesi si sono insediati costituendo vere e proprie comunità nei paesi di Arbatax, Golfo Aranci, La Maddalena, Santa Teresa Gallura, Siniscola, Cala Gonone e Porto Torres.

### Tradizioni e folclore
- Festa di San Silverio, patrono di Ponza. È sicuramente la festa più importante, in quanto i ponzesi sono molto devoti al loro santo patrono. I festeggiamenti si svolgono dal 9 giugno al 20 luglio, ma il giorno culmine è il 20 giugno, giorno in cui la processione esce solennemente dalla chiesa della S.S. Trinità e si svolge prima via terra, poi tradizionalmente via mare sulle barche dei pescatori.
- Festa della Madonna Assunta a Le Forna, il 15 agosto.
- Festa di San Giuseppe, il 19 marzo nella chiesa di Santa Maria.
- Festa della Madonna della Civita sugli Scotti di Sopra il 21 luglio, con processione e giochi popolari.

## Cultura

### Istruzione

#### Musei
- Museo archeologico malacologico[10]
- Museo Santa Lucia[11][12]
- Museo civico[13]
- Museo etnografico[14]

## Economia
Durante l'estate l'isola è meta di turisti, in gran parte provenienti dalla Campania e dal Lazio. Pertanto l'economia ponzese si basa prevalentemente sul turismo e sulla pesca.
Scarsa, ma di pregevole qualità, è la produzione agricola, in particolare di lenticchie, così come quella del vino, bianco e profumato, noto come Fieno di Ponza IGT.
Di seguito la tabella storica elaborata dall'Istat a tema Unità locali, intesa come numero di imprese attive, ed addetti, intesi come numero addetti delle unità locali delle imprese attive (valori medi annui).
|        | 2015                  |                              |                            |                |                       |                     | 2014                  |                | 2013                  |                |
| ------ | --------------------- | ---------------------------- | -------------------------- | -------------- | --------------------- | ------------------- | --------------------- | -------------- | --------------------- | -------------- |
|        | Numero imprese attive | % Provinciale Imprese attive | % Regionale Imprese attive | Numero addetti | % Provinciale Addetti | % Regionale Addetti | Numero imprese attive | Numero addetti | Numero imprese attive | Numero addetti |
| Ponza  | 340                   | 0,87%                        | 0,07%                      | 706            | 0,58%                 | 0,05%               | 332                   | 698            | 343                   | 688            |
| Latina | 39.304                |                              | 8,43%                      | 122.198        |                       | 7,75%               | 39.446                | 120.897        | 39.915                | 123.310        |
| Lazio  | 455.591               |                              |                            | 1.539.359      |                       |                     | 457.686               | 1.510.459      | 464.094               | 1.525.471      |

Nel 2015 le 340 imprese operanti nel territorio comunale, che rappresentavano lo 0,87% del totale provinciale (39.304 imprese attive), hanno occupato 706 addetti, lo 0,58% del dato provinciale (122.198 addetti); in media, ogni impresa nel 2015 ha occupato due persone (2,08).

## Infrastrutture e trasporti
Ponza è collegata alla terraferma da traghetti e aliscafi con corse regolari a Formia, Terracina e Napoli e stagionalmente anche con Anzio, Ischia e Casamicciola. È inoltre collegata occasionalmente e solo durante la stagione estiva con la vicina isola di Ventotene. In estate la ditta Pontina Navigazione effettua collegamenti giornalieri da e per San Felice Circeo, località della costa più vicina all'isola.

## Amministrazione
Nel 1934 passa dalla provincia di Napoli alla nuova provincia di Littoria, costituita dal governo fascista dell'epoca. Torna a quella di Napoli nel 1935 e definitivamente a quella di Littoria (poi Latina) nel 1937.
| Periodo           | Periodo           | Primo cittadino      | Partito        | Carica           | Note          |
| ----------------- | ----------------- | -------------------- | -------------- | ---------------- | ------------- |
| 30 dicembre 1987  | 6 giugno 1993     | Francesco Ferraiuolo | DC             | Sindaco          |               |
| 6 giugno 1993     | 27 aprile 1997    | Antonio Balzano      | PDS            | Sindaco          |               |
| 27 aprile 1997    | 13 maggio 2001    | Antonio Balzano      | L'Ulivo        | Sindaco          |               |
| 13 maggio 2001    | 21 marzo 2002     | Mario Balzano        | centrosinistra | Sindaco          | [ 16 ]        |
| 21 marzo 2002     | 25 maggio 2003    | Pompeo Porzio        | centrosinistra | Vicesindaco f.f. |               |
| 25 maggio 2003    | 13 aprile 2008    | Pompeo Porzio        | centrosinistra | Sindaco          |               |
| 13 aprile 2008    | 29 settembre 2011 | Pompeo Porzio        | centrosinistra | Sindaco          | [ 17 ] [ 18 ] |
| 29 settembre 2011 | 6 maggio 2012     | Agata Iadicicco      |                | Comm. pref.      |               |
| 6 maggio 2012     | 12 giugno 2017    | Piero Vigorelli      | lista civica   | Sindaco          |               |
| 12 giugno 2017    | 13 giugno 2022    | Francesco Ferraiuolo | lista civica   | Sindaco          |               |
| 13 giugno 2022    | in carica         | Francesco Ambrosino  | lista civica   | Sindaco          |               |

### Gemellaggi
- Aglientu
- Ischia, dal 2013
- Frosinone, dal 2010
- Santa Teresa Gallura, dal 2019
- Tortolì , dal 2025

## Cultura
Ponza è stata la location principale di libri, racconti e film. Tra i libri si possono citare: The story of Anna P. told by herself dell'autrice sudafricana Penny Busetto, Cala d'Inferno di Maria Brandon Albini, Il sogno sostenibile. Da Ponza alla Polinesia di Giovanni Malquori e il saggio storico La conquista del Sud di Carlo Alianello.
A Ponza è ambientato il racconto Alba dell'autore salernitano Vincenzo Mele, racconto incluso all'interno della raccolta di racconti Scrittori italiani - Libro nero (Ivvi Editori).
Inoltre sono stati girati film e sceneggiati del calibro de Il Conte di Montecristo di Edmo Fenoglio, La corruzione di Mauro Bolognini, alcune scene di Franco, Ciccio e il pirata Barbanera di Mario Amendola e alcune scene di Fellini Satyricon di Federico Fellini.

## Sport

### Calcio
La principale squadra di calcio è la Polisportiva Ponza 1985, che milita nel girone L laziale di 2ª Categoria. È nata nel 1985.
Miglior piazzamento negli ultimi 10 anni è stato nel campionato 2016-2017: 6º posto. Ad oggi la Polisportiva ha anche una scuola di canoa riconosciuta dalla Fick, e dal 2014 un nuovo assetto organizzativo e sportivo, con l'inserimento di attività di fitness, yoga, pilates e pallavolo.